# Enhancer Trap
Das Enhancer-Trap-Verfahren ist eine molekularbiologische Methode, um transgene Organismen zu erzeugen, die ein Transgen nur in bestimmten Zellen exprimieren, ohne dass es dabei nötig ist, Promotoren zu kennen, die für diesen Zelltyp spezifisch wären. Hierzu wird ein GAL4-Konstrukt mit Hilfe eines transponiblen Elements (Enhancer-Trap-Element) an einer zufälligen Stelle in das Genom des Zielorganismus eingebracht. Springt es dabei in die Nähe der Enhancerregion eines Gens, wird durch den Enhancer sowohl dieses Gen als auch das GAL4-Gen aktiviert. Da die Spezifität der Genexpression von dem Enhancer abhängen kann, erhält man so verschiedene transgene Linien mit einer GAL4-Expression in verschiedenen Zelllinien.
Das funktionsfähige GAL4/UAS-System kann dann durch zusätzliches Einbringen eines Reportergens mit dem UAS-Element im Promotor oder die Kreuzung von zwei Stämmen erzeugt werden. Ein Stamm enthält dabei das GAL4-Konstrukt (Treiberlinie), ein zweiter Stamm enthält die UAS-Sequenz (Responderlinie). Die Nachkommen enthalten in allen Zellen die GAL4 und UAS-Sequenzen, wobei das dem UAS nachgeschaltete Gen nur in den Zellen exprimiert wird, in denen auch GAL4 aktiv ist. Der Vorteil des Systems liegt in der Kombinatorik einer großen Anzahl bekannter GAL4-Linien mit UAS-gekoppelten Genkonstrukten.
Die GAL4-Treiberlinie bestimmt den Ort der Expression, während die UAS-Linie das Produkt festlegt.
Das Enhancer-Trap-Element enthält die inverted repeats des P-Elements, das GAL4-Gen, ein Markergen, wie z. B. das white-Gen, zur Identifizierung der Transformanten, eine Polylinker Sequenz (enthält diverse Restriktionsschnittstellen) und ein E. coli Plasmid, zur Klonierung von flankierender genomischer DNA. Das Plasmid enthält einen ORI (origin of replication) sowie eine Ampicillin-Resistenz-Kassette.